# Adolphe Appia
Adolphe Appia (1. září 1862, Ženeva, Švýcarsko — 29. února 1928, Nyon, Švýcarsko) byl švýcarský architekt, interiérový designér, ale především revoluční scénograf, jenž spolu s Gordonem Craigem zosobňuje proces označovaný jako první divadelní reforma.

## Život
Narodil se roku 1862 v Ženevě do rodiny lékaře a spoluzakladatele Červeného kříže Louise Appii. Zde také posléze začal studovat hudbu, v letech 1882 až 1886 pak navštěvoval konzervatoře v Paříži, Drážďanech a Lipsku. V německém Bayreuthu se jako divák účastní Wagnerovy opery Parsifal, kterýžto zážitek má na něj zcela zásadní vliv. Zajímá se o Wagnerovy opery i teoretické spisy, zároveň ale jejich inscenace považuje za iluzivní. Začíná své myšlenky písemně formovat a zároveň studuje technické a umělecké kreslení.

## Teoretické a scénografické práce
Appia definuje tři základní prvky divadelní inscenace: pohybujícího se trojrozměrného herce, vertikální scénu a horizontální podlahu. Zároveň vnímá jejich protichůdný charakter a nejednotu jejich vzájemné koexistence na jevišti. Zavrhuje obří výpravné malované kulisy a prosazuje jejich nahrazení trojrozměrnými scénami s použitím schodů, ramp a pódií. Oním jednotícím prvkem má podle něj být světlo, vizuální protějšek hudby… Zásadní složkou souladu všech těchto faktorů je pak podle Appii jediná osoba, která celé představení formuje – zde jsou položeny základy moderního pojetí invenční divadelní režie.
Tyto tři základní teoretické pilíře mají být navíc doprovázeny efektní scénou označovanou jako „mise an scene“, tj. výrazně stylizované nerealistické scény, jež svým vzhledem a všemi zapojenými prvky slouží k co nejlepší explikaci děje a atmosféry. Jeho návrhy datované do přelomu 19. a 20. století jsou často v příkrém rozporu s doposud praktikovanou scénografickou tradicí a zároveň předznamenávají nadcházející umělecké, zejména pak architektonické, trendy moderny: téměř výhradní používání pravých úhlů (často se opakující naznačený motiv dlažby), barevná úspornost, maximální plasticita v podobě častého výskytu sloupů, schodů a teras. Zvláštní důraz byl pak věnován roli stínů, a to jak ve vztahu k po scéně se pohybujícím hercům, tak na scéně samotné. Zdůrazňoval důležitost individuálního osvětlení jednotlivých herců elektrickými světly, jejichž používání se v jeho době čerstvě zavádělo. Jeho scénografický přínos spočívá také ve spolupráci na návrhu prvního moderního divadelního domu, vyznačujícího se především otevřeným jevištěm bez portálů.
Dále se ve svých dílech soustředí na synchronizaci zvuku, světla a pohybu, což prakticky provádí ve svých pozdějších inscenacích Wagnerových oper. Klade důraz na sladění pohybu herců na jevišti s rytmem a atmosférou právě přehrávané hudby. Zde jej ovlivnila především práce choreografa Émila Dalcroze, tvůrce eurytmie, čili způsobu fyzického vnímání hudebních rytmů. Hlavním prvkem pro režijní práci ovšem pro Appiu představuje světlo, jehož efekt nadřazuje nad působení hudby či textu. Herci, zpěváci a tanečníci mají svůj výstup zahajovat výrazným pohybem či gestem, sladit své působení zde s rytmem a posléze stejně výrazným pohybovým prvkem výstup zakončit. S každým pohybem a odehranou akcí se pak má světlo měnit.

## Režie
Navzdory soustavné teoretické práci uskutečnil Adolphe Appia své nejvýznamnější režijní práce až na sklonku svého života, jednalo se především o Wagnerovy opery Tristan a Isolda v Miláně (1923) a částí Prstenu Nibelungova v Basileji (1924–1925). V této době se jeho teorie dostávají do širokého povědomí divadelní obce a následně jsou implikovány v praxi. Mezi nejvýznamnější Appiou ovlivněné tvůrce patřili britský herec, režisér a scénograf Gordon Craig nebo operní režisér a vnuk Richarda Wagnera Wieland Wagner.
Roku 1928 Adolphe Appia zemřel v jihošvýcarském Nyonu.

## Dílo
- Inscenace wagnerovského dramatu (La Mise en scene du drama Wagnérien, 1895)
- Hudba a inscenace (La Musique et la mise en scene, publikováno nejprve v německém překladu Die Musik und die Inszenierung, 1899)
- Dílo živého umění (L'Oeuvre d'art vivant, 1921)